# Фредерік Шеффілд
Фредерік Шеффілд (англ. Frederick Sheffield, 26 лютого 1902 — 8 травня 1971) — американський академічний веслувальник.
Олімпійський чемпіон 1924 року в складі вісімки.